# Patrick Cargill
Patrick Cargill, teljes nevén Edward Sydney Patrick Cargill, (Bexhill-on-Sea, Sussex, Egyesült Királyság, 1918. június 3. – Richmond upon Thames, London, 1996. május 23.) brit (angol) színész, énekes, színpadi szerző. Színpadon és népszerű televíziós sorozatokban, szappanoperákban, zenés show-műsorokban szerepelt. Legismertebb alakítása a Father Dear Father brit családi szappanopera főszerepe. Korai filmes szerepei közé tartozik két Folytassa-filmszerep is.

## Élete

### Származása, tanulmányai
Köéposztálybeli szülők gyermekeként született a sussexi Bexhill-on-Sea-ben. Apja az Brit-Indiai Hadsereg őrnagya volt, fiát is katonai pályára szánta. Patrick a Haileybury College-ban tanult, de ezt 1930-ban otthagyta, hogy a helybéli Bexhill Amateur Theatrical Society társulatában színészkedhessen. Miután öccse egy csónakbalesetben Indiában meghalt, Patrickot apja a Sandhursti Katonai Akadémiára küldte. Fiatal tisztként került ismét brit-Indiába, a világháború alatt itt szolgált, a katonáknak színpadi és szórakoztató műsorokat előadó színészcsoportban. A háború után kilépett a hadseregből, és színésznek állt.

### Pályája
Az 1950-es évek elejétől a londoni West End színházaiban dolgozott, ezzel egyidőben megkapta első filmes mellékszerepeit. 1953-ban francia diplomatát játszott a Kard és rózsa c filmben, 1956-ban névtelenül szerepelt 80 nap alatt a Föld körül-ben. Bekerült a televíziós sorozatok világába, 1961–1962 között a Top Secret sorozat főszereplőjeként mind a 26 epizódban szerepelt. Két Folytassa-filmben kapott helyet, 1961-ben és 1964-ben (a Folytassa tekintet nélkül!-ben és a Folytassa, Jack!-ben). Szerepelt Robert Asher Ne hagyd magad, Pitkin!-jében, Norman Wisdom-mal. Megjelent Richard Lester 1965-ös Beatles-filmjében, a Help!-ben. Vendégszerepelt a Bosszúállók és a Man in a Suitcase tévésorozatokban is.
1967-ben Marlon Brandóval és Sophia Lorennel együtt szerepelt Charles Chaplin rendező utolsó mozifilmjében, A hongkongi grófnő-ben. 1968-tól kezdve főszerepet vitt a Father Dear Father tévésorozatban és a belőle készült spin-off mozifilmekben is, mint egyedülálló több-lányos apa, egyben krimiíró. 1973-ig 52 epizód és egy mozifilm készült belőle, és 1978-ban Ausztráliában még egy 14 epizódos évadot is leforgattak. Cargill szerepelt még Alan Arkin mellett Bud Yorkin rendező Clouseau felügyelő c. filmjében (1968) és Marty Feldman mellett Jim Clark rendező Every Home Should Have One c. komédiájában (1970).
Showmanként, televíziós műsorvezetőként, szerzőként és énekesként is megállta helyét. 1957-ben Jack Beale-lel közösen megírta a Ring for Catty c. színdarabot, amely 1959-ben Gerald Thomas rendező Folytassa, nővér! című filmjének alapjául szolgált. Utolsó filmszerepét 1990-ben játszotta, Neville Chamberlaint alakította a Heil Honey I’m Home! című szatirikus, politikai-történelmi szappanoperában, amely azonban megütközést váltott ki a nézőkből, és az első epizód után levették a műsorról. Színpadi fellépéseket még elvállalt, 1992-ben a Charley nénje centenáriumi előadásán a rosszfiút, Spettigue-et alakította.

### Magánélete
Igen jó anyagi körülmények között élt Richmond upon Thames-ben (ma London egy „borough”-ja). Vidéki házat tartott fenn Warren Lane-ben, East Sussex-ben. Homoszexualitása miatt magánéletét szigorúan távol tartotta a nyilvánosságtól, mert ez ártott volna szakmai hírnevének. Egyik ismert élettársa Vernon Page kerttervező, költő, dalszerző, aki 1984-ben elhagyta Cargillt és megnősült. Nyugodt életet élt, gyakran távol maradt a szakma nagy felhajtással járó ünnepségeiről, díjosztóiról. Élete utolsó évtizedében Henley-on-Thames-ben élt James Camille Markowski nevű élettársával. Cargill szerette a különleges autókat, az 1970-es években kedvence egy fekete-sötétkék egyedi Bentley volt, amelyből összesen csak hat példányt gyártottak. Napi jövés-menésre tartott egy BMC Mini Cooper-S kisautót is. Nevezetes Bentley-jét az 1980-as évek közepén egy Rolls-Royce-ra cserélte. Szerette a luxust, mindig elegánsan és választékosan öltözött, a rajongókkal közvetlenül és barátságosan beszélt. A sajtó általában igazi úriemberként jellemezte. Környezetében számos állatot tartott, collie-kutyája és macskája mellett majma és papagája is volt.

### Elhunyta
Idősebb korában agydaganatot állapítottak meg nála, egy richmondi hospice-ban ápolták, itt 1996 májusában, 77 éves korában elhunyt. A sajtóban olyan találgatások is megjelentek, hogy halálát egy 1995-ben elszenvedett cserbenhagyásos gázolásban elszenvedett sérülések okozták volna. (Halála előtt egy évvel, 1995-ben Ausztráliában valóban elütötte egy autó, de Cargill nem szenvedett komolyabb sérüléseket).

## Főbb filmszerepei
- 1949: Trottie True, névtelen vendég
- 1952: Wizard Birthday, tévéfilm, Abdul
- 1953: Kard és rózsa (The Sword and the Rose), francia diplomata
- 1956: Alice Csodaországban (Alice’s Adventures in Wonderland), tévéfilm, Mad Hatter
- 1956: 80 nap alatt a Föld körül (Around the World in 80 Days), névtelen kis szerepek
- 1957: Robin Hood kalandjai (The Adventures of Robin Hood), televíziós sorozat, Earl de Moreville
- 1958: Kéz kezet mos (Up the Creek), parancsnok
- 1958: Queen’s Champion, tévé-minisorozat, Master Fidian
- 1959: Az elhárított kém (The Night We Dropped a Clanger), Fritz
- 1959: Expresso Bongo, pszichiáter
- 1960: The Long Way Home, tévésorozat, Herr Grosnitz
- 1960: Duplacsavar (Doctor in Love), autó-eladó
- 1961: Folytassa tekintet nélkül! (Carry on Regardless), züllött vevő a boltban
- 1961–1963: Hancock, tévésorozat, Dr. MacTavish / a producer / Mr. Stone
- 1959–1962: Dixon of Dock Green, tévésorozat, Mr. Straker / Donald Pettigrew / Mr. Hollis
- 1961–1962: Top Secret, tévésorozat, Miguel Garetta
- 1962: The Last Man Out, tévésorozat, Herr Straffen
- 1963: A betörő (The Cracksman), múzeumi idegenvezető
- 1963: Ne hagyd magad, Pitkin! (A Stitch in Time), Dr. Meadows
- 1964: Folytassa, Jack! (Carry On Jack), Don Luis, spanyol kormányzó
- 1962–1965: No Hiding Place, tévésorozat, Bowen / Miguel Garetta
- 1965: Help!; a főintendáns
- 1967: A hongkongi grófnő (A Countess from Hong Kong), Hudson
- 1965–1967: Bosszúállók (The Avengers), tévésorozat, Pemberton / Mr. Adrian Lovejoy
- 1967: Man in a Suitcase, tévésorozat, Commandante
- 1968: Clouseau felügyelő (Inspector Clouseau), Sir Charles Braithwaite rendőrbiztos
- 1968: Portugál kémkaland (Hammerhead), Condor rendőrfelügyelő
- 1969: Cribbins, tévésorozat, show, önmaga
- 1969: The Frankie Howerd Show, tévésorozat, show, önmaga
- 1969: A csodatévő (The Magic Christian), aukcióvezető a Sotheby’s-nél
- 1970: Every Home Should Have One, Wallace Trufitt MP
- 1971: Up Pompeii, Néró császár
- 1968–1973: Father, Dear Father, tévésorozat, Patrick Glover
- 1973: Father, Dear Father, mozifilm, Patrick Glover
- 1968–1973: Ooh La La!, tévésorozat, show-műsor, több szerep + producer
- 1974: The Cherry Picker, Dr. Harrison
- 1976–1978: The Many Wives of Patrick, tévésorozat, Patrick Woodford
- 1978: Father, Dear Father in Australia, tévésorozat, Patrick Glover
- 1990: Heil Honey I’m Home!, tévésorozat, egyetlen epizód, Neville Chamberlain